# Butch Graves
Earl Gilbert Graves jr., detto Butch (Scarsdale, 5 gennaio 1962), è un ex cestista statunitense, professionista nella NBA.

## Carriera
È stato selezionato dai Philadelphia 76ers al terzo giro del Draft NBA 1984 (68ª scelta assoluta).